# Obóz Ćwiczeń Barycz
Obóz Ćwiczeń „Barycz” (OC „Barycz”) – obóz ćwiczebny Wojska Polskiego II RP położony na terenie Okręgu Korpusu Nr IV, w pobliżu wsi Barycz.

## Historia obozu
Obóz Ćwiczeń „Barycz” został wybudowany w 1926 z uwagi na to, że istniejący dotychczas Obóz Ćwiczebny Okręgu Korpusu Nr IV „Raducz” nie był w stanie zaspokoić wszystkich potrzeb szkoleniowych. Powierzchnia obozu wynosiła 673 hektary. 
Każdego roku, od czerwca do września, na terenie obozu odbywały się ćwiczenia polowe i „szkoły ognia”. Oddziały docierały do obozu marszem pieszym z macierzystych garnizonów. Żołnierze zakwaterowani byli w namiotach i barakach. Kąpiele odbywały się w rzekach Czarnej i Kamiennej. Posiłki przygotowywane były w kuchniach polowych. Generalnie obóz wykorzystywany był w celach szkoleniowych przez oddziały 7 i 10 Dywizji Piechoty. Oddziałem gospodarczym dla obozu był 28 Pułk Strzelców Kaniowskich.
16 lutego 1928 wprowadzona została nowa organizacja służby lokalno-garnizonowej na stopie pokojowej, zgodnie z którą sformowana została Komenda Placu Obozu Ćwiczeń „Barycz” typu VI. Według etatu stan osobowy komendy liczył 2 oficerów, 7 szeregowców i 2 pracowników cywilnych. Na jej czele stał komendant. Pozostały personel tworzył drużynę komendanta. Komenda placu podporządkowana została komendantowi garnizonu w Końskich.
1 stycznia 1931 komenda placu przeformowana została w Komendę Obozu Ćwiczeń „Barycz”.
13 sierpnia 1934 po raz kolejny wprowadzona została nowa organizacja władz garnizonowych na stopie pokojowej. W następstwie przeprowadzonej reorganizacji Komenda Obozu Ćwiczeń „Barycz” przeformowana została na etat komendy obozu ćwiczeń typu II. Stan osobowy komendy liczył jednego oficera, czterech podoficerów, sześciu szeregowców i jednego pracownika cywilnego.

## Komendanci obozu
- mjr art. Jan Chlebek (1928 - 1929[4])
- kpt. Bolesław Morawski (1929)
- ppłk art. Platon Mikeładze[a] (IV 1929 - 1934)
- mjr art. Stanisław Batycki (1934 - 1939)